# Miron Nicolescu
Miron Nicolescu (n. 27 august 1903, Giurgiu – d. 30 iunie 1975, București) a fost un matematician român, membru titular al Academiei Române.

## Biografie
Născut la Giurgiu, a urmat cursurile liceului Matei Basarab din București. După terminarea studiilor la Facultatea de Matematică a Universității București în 1924, a plecat la Paris, unde s-a înscris la École Normale Supérieure și la Sorbona. În 1928 și-a luat doctoratul, cu teza „Fonctions complexes dans le plan et dans l'espace”, sub îndrumarea lui Paul Montel. După întoarcerea în România, a predat la Universitatea din Cernăuți până în 1940, când a fost numit profesor la Universitatea din București.
În 1936 a fost ales membru corespondent al Academiei Române, iar în 1953 membru titular. În 1963 a devenit director al Institutului de Matematică al Academiei Române. Din 1966 până la deces a fost președinte al Academiei Române.
A fost membru corespondent al Academiei de Științe din România începând cu 21 decembrie 1935 și membru titular începând cu 28 mai 1938.
La Congresul Internațional al Matematicienilor de la Vancouver, Canada în 1974 a fost ales vice-președinte al „International Mathematical Union”.
Prin colaborarea sa cu Solomon Marcus, Nicolescu are număr Erdős 2. La Giurgiu există o stradă care poartă numele academicianului Miron Nicolescu.

## Distincții
- Ordinul „Coroana României” în gradul de „Mare Ofițer” (1947)
- Ordinul Muncii clasa I (31 decembrie 1956) „cu prilejul împlinirii a 90 de ani de la înființarea Societății Academice Romîne, pentru merite deosebite in muncă”[5]
- titlul de Om de Știință Emerit al Republicii Populare Romîne (18 august 1964) „pentru merite deosebite în activitatea științifică”[6]
- Ordinul „Tudor Vladimirescu” clasa a II-a (30 aprilie 1966) „cu prilejul celei de-a 45-a aniversări de la înființarea Partidului Partidului Comunist din România, pentru merite deosebite în opera de construire a socialismului”[7]
- Ordinul „Meritul Științific” clasa I (26 septembrie 1966) „pentru merite deosebite în activitatea științifică, cu prilejul Centenarului Academiei Republicii Socialiste România”[8]
- titlul de Erou al Muncii Socialiste și medalia de aur „Secera și ciocanul” (4 mai 1971) „cu prilejul aniversării a 50 de ani de la constituirea Partidului Comunist Român, [...] pentru merite deosebite în opera de construire a socialismului”[9]
- Ordinul „Victoria Socialismului” (7 august 1973) „pentru îndelungată și rodnică activitate științifică, didactică și obștească, pentru contribuția adusă la făurirea societății socialiste multilateral dezvoltate în patria noastră, cu prilejul împlinirii vîrstei de 70 de ani”[10]
- laureat al Premiului de Stat